# 토용
토용(土用 도요[*])는 오행에 유래하는 역법의 잡절이다. 1년 중 연속되지 않는 네 기간으로 사립(입하, 입추, 입동, 입춘) 직전 약 18일씩이다. 
흔히, 여름의 토용(입추 직전)을 가르키는 것이 많으며, 여름의 토용의 축일(土用の丑の日)에는 장어를 먹는 관습이 있다. 
각 토용의 마지막 날은 節分→절분이다. 

## 역사
오행에서는 봄에 목, 여름에 화, 가을에 금、겨울에 수에 배당된다. 남은 토는 계절이 바뀔 때에 할당되며, 이를 토왕용사(土旺用事), 토용(土用)이라고 불렀다. 
토용 사이에는 토(土)의 기가 성해진다 하며, 동티 및 땅파기 등의 흙을 범하는 작업이나 살생을 꺼리거나 피했다. 단, 토왕지절에 들어가기 전에 착공해서 토왕지절 중에도 작업을 계속할 수 있는 것은 지장이 없다고 알려졌다. 또, 土用の間日 도요노마비[*]→토용의 간일에는 지장이 없다고 한다. 
오행의 성질에서 목의 기는 식물과 같은 발육신장하는 기운 있는 경향, 화기(火気)는 기운이 정점에 달하여 타오르는 성질, 금기(金気)는 열과 기운이 쇠약해져서 응축 · 고체화되는 상태, 수기(水気)는 응축이 거듭되어 에너지를 숨기거나 정적으로 머무른 상태이며, 이들은 사계, 태양, 식물 등의 주기 변화의 관찰로부터 상징화됐다. 토기(土気)는 토양에 두면 씨가 싹이는 트는 것의 관찰에서, 큰 변화를 촉구해서 보호하는 움직인과 장소의 상징이다. 사계에는 각각 상징인 목화금수(木火金水)가 배당되었지만, 그대로는 계절이 바뀔 때에 성질이 다른 기운이 접해서 차이가 생기게 된다. 현실의 스무스한 이행에는 완충적으로 움직이며 현재로부터 다음의 계절의 기운으로 달라지는 기간이 있으며, 여기서 토기(土気)가 활발하게 활동하고 있다고 보는 것이 토용이다. 이 기간은 1년을 5등분한 것에 토의 계절을 배분하기 위해서 4등분한 길이가 된다. 

## 기간
최종일은 사립의 전날, 즉 절분이다. 단, 평기법(平気法)과 정기법(定気法)으로 사립이 조금 바뀌는 것에 따라서 절분이 바뀐다. 절기의 기간으로는 사립의 앞 절기인 곡우, 대서, 상강, 대한에 포함된다. 
개시일의 정의는 평기와 정기가 다르지만, 각각 절기와 마찬가지로 평기법에서는 동지로부터의 경과일, 정기법에서는 황도로 정해지고 있다. 

### 평기법
사립(동지의 약 136.97일, 228.28일, 319.59일, 45.66일 후)의 18일 전이 토용의 첫날이다. 즉, 토용의 기간은 매회 18일이다. 

### 정기법
사립(황도 45도, 135도, 225도, 315도)의 18도 전, 즉, 27도, 117도, 207도, 297도가 되는 날이 토용의 첫날이다. 
일본 국립천문대에서는 달력 요항의 잡절로 정기법을 사용해서 각 토용의 일시를 발표하고 있다.  
| 계절 | 17일 | 18일 | 19일 | 평균    |
| ---- | ---- | ---- | ---- | ------- |
| 봄   |      | 51%  | 49%  | 18.49일 |
| 여름 |      | 18%  | 82%  | 18.82일 |
| 가을 |      | 98%  | 02%  | 18.02일 |
| 겨울 | 29%  | 71%  |      | 17.71일 |
| 평균 | 07%  | 60%  | 33%  | 18.26일 |

사계를 통해서 평균하면 토왕용사의 기간은 18.26일(=⁠18°/360°⁠×1년)이 된다. 단, 지구가 타원 궤도이기 때문에 계절에 따라서 ±3%(궤도 이심률×2) 정도의 변화가 있으며, 춘하추동 순으로 18.49일, 18.82일, 18.02일, 17.71일이 된다. 즉, 토용의 기간은 17일 ~ 19일로 변화하며, 비율은 연표대로이다. 여름의 토용은 18일보다도 19일로 하는 것이 많으며, 겨울의 토용은 17일이 되기도 한다. 
또, 아래 표는 2011년 ~ 2014년의 정기 토용 시작일 · 절분의 일본표준시 기준의 일시이다(엄밀하게는 절분에 시각은 없지만 사립의 24시간 전의 일시를 가르킴). 이들의 일시는 약 4년 주기(윤년의 주기)로 반복하지만, 1900년 ~ 2099년 사이에서는 4년에 약 45분 빨라지는데, 이 표의 범위보다 ±1일 정도 변동하는 것이 있다. 여름의 토용 첫날은 1902년 ~ 1939년에는 7월 21일인 연도도 있으며, 2092년에는 메이지 개력 이후 처음으로 7월 18일이 될 예정이라고 하였다. 
| 년도 | 계절 | 들어가는 일시   | 절분의 일시    | 기간 |
| ---- | ---- | --------------- | -------------- | ---- |
| 2011 | 겨울 | 01월 17일 14:47 | 02월 3일 07:50 | 18일 |
| 2011 | 봄   | 04월 17일 17:36 | 05월 5일 05:23 | 19일 |
| 2011 | 여름 | 07월 20일 09:46 | 08월 7일 05:33 | 19일 |
| 2011 | 가을 | 10월 21일 03:09 | 11월 7일 03:35 | 18일 |
| 2012 | 겨울 | 01월 17일 20:35 | 02월 3일 13:35 | 18일 |
| 2012 | 봄   | 04월 16일 23:33 | 05월 4일 11:20 | 19일 |
| 2012 | 여름 | 07월 19일 15:37 | 08월 6일 11:31 | 19일 |
| 2012 | 가을 | 10월 20일 08:52 | 11월 6일 09:26 | 18일 |
| 2013 | 겨울 | 01월 18일 02:29 | 02월 3일 19:24 | 17일 |
| 2013 | 봄   | 04월 17일 05:23 | 05월 4일 17:18 | 18일 |
| 2013 | 여름 | 07월 19일 21:29 | 08월 6일 17:20 | 19일 |
| 2013 | 가을 | 10월 20일 14:46 | 11월 6일 15:14 | 18일 |
| 2014 | 겨울 | 01월 17일 08:10 | 02월 3일 01:15 | 18일 |
| 2014 | 봄   | 04월 17일 11:14 | 05월 4일 22:59 | 18일 |
| 2014 | 여름 | 07월 20일 03:16 | 08월 6일 23:02 | 18일 |
| 2014 | 가을 | 10월 20일 20:36 | 11월 6일 21:06 | 18일 |

## 행사식
토용의 행사식에는 팥고물 찰떡인  土用餅→토용떡, 토용 시기에 채취할 수 있는 영양가가 높다고 알려진 土用しじみ→토용 바지락, 토용의 시기에 닭이 낳는 土用卵→토용 계란 등이 있다. 
봄의 토용의 축에는 い 이[*], 여름의 토용의 축에는 う 우[*], 가을의 토용의 축에는 た 타[*], 겨울의 토용의 축에는 ひ 히[*]가 들어있는 음식을 먹으면 좋다고 알려져있으며, 특히 여름의 토용의 축일에는 장어를 먹는 관습이 에도 시대에서부타 보이고 있다. 